# みこん六姉妹
みこん六姉妹（みこんろくしまい）は、CBCテレビの制作で2006年10月2日から11月24日まで、TBS系「ドラマ30」（月〜金13:30〜14:00）枠で全40話放送された帯ドラマ。
CBCテレビ開局（1956年12月1日）50周年記念企画
として制作。はしのえみのドラマ初主演作品である。
2008年3月3日から5月2日まで、続編の「みこん六姉妹2」が全45話放送された。当記事は、この番組にも言及する。多くのレギュラー出演者が継続して出演した。
また、2009年6月29日から同年8月31日までBS-TBSでも時差放送されている。

## あらすじ
明治時代創業の老舗の和菓子屋「寿や」の6人の姉妹は全員未婚。和菓子屋の店主の父は妻を16年前に病気で亡くし、6姉妹を男手一つで育ててきた。ドラマは、6姉妹が幸せを掴むまでを描くホームコメディとなっている。

## 放送期間
- パート1：2006年10月2日-11月24日
- パート2：2008年3月3日-5月2日

## キャスト

### 寿（ことぶき）家
- 寿二葉（ふたば、32-34）：はしのえみ (1-2)

寿家の次女。看護師をある理由で辞めて、家業の和菓子屋で働くことにしたが、婚約者・大藪保と結婚するために渡米。しかし、結婚式当日に保がアフリカで難民救済すると宣言し、アフリカに行ってしまったため、日本に帰国する。
- 寿一美（かずみ、39-40）：田中美奈子 (1-2)

寿家の長女。結婚式直前に事故死した男性との間に一人娘・美海がいる。現在は「にゅー・一幸」で働いている。
- 寿三笑（みえ、29-30）：広澤草 (1) → 太田有美 (2)

寿家の三女。パート1では漫画家だったが、第2シリーズからは漫画家に限界を感じ、占い師に転向。
- 寿四麻子（しまこ、27-29）：遊井亮子 (1-2)

寿家の四女。実業家・嶋田春雄と結婚式を挙げるが、嶋田には妻子がおり、既婚だったため、式を挙げただけで入籍はしていない。
- 寿五真子（ごまこ、24-25）：浜丘麻矢 (1-2)

寿家の五女。寿やで駆け出しの職人として働いている。短気で勝気な性格。
- 寿睦（むつみ、17-19）：加賀美早紀 (1-2)

寿家の六女（末娘）。高校生（パート2では大学生）数字の漢字は入っていないが「6＝むっつ」という意味。
- 寿美海（マリン、8-10）：吉田里琴 (1-2)

一美の一人娘。
- 寿松太郎（まつたろう、64-65）：大和田伸也 (1-2)

六姉妹の父親であり、寿やの主人。
- 寿玉緒

松太郎の死別した妻であり、六姉妹の母親。

### その他
- 菅原道代：山田スミ子（1）

道彦の母。過保護で息子を溺愛しいつまでたっても子離れできないダメ母。
- 菅原道彦：杉浦理史 （1）

四麻子のお見合い相手で結婚相手。母親に頭が上がらない極度で重度の筋金入りの酷いマザコン。
- 大藪保（30-32）：綱島郷太郎 （1-2）

二葉の婚約者。産婦人科医。胎児医療の研修のため、二葉と共に渡米。しかし、難民救済のために、アフリカへ旅立ってしまう。その後、死亡したと思われていたが実際には生きており、栗山らを困惑させる。その後、二葉との結婚をめぐって、栗山と饅頭作りの対決をすることになった。
- 千住亀子（70-71）：石井トミコ（1-2）

松太郎の実姉であり、六姉妹の実の伯母。旧姓：寿。寿家と店の土地と権利を松太郎と二分しているため、店の将来を案じている。六姉妹に陰で亀子ババアとあだ名で呼ばれる。
- 菊田幸子（50-51）：若原瞳（1-2）

飲み屋「にゅー・一幸」の女将。
- 高山拳（34）：逸見太郎（1）

寿やの菓子職人で、松太郎の弟子。元パティシエ。ひそかに二葉に恋心を抱いている。
- 森本：宮川大輔 （1）

三笑の担当編集者。
- 唐沢：朝倉伸二（1）

四麻子の職場の上司（支配人）。
- 榎本耕治：西興一朗（1）

五真子の友人。
- 片桐翼：崎本大海 （1）

睦の彼氏。
- 香川麗子：稲田奈緒（1）

大藪保が勤める、総合病院の皮膚科医。
- 唐沢美里：舟木幸（1）

美海の担任の先生。
- 古井戸 : 佐藤蛾次郎 (1)

五真子が旅先で知り合った中年男性。
- 栗山金太：青木伸輔 （2）

「寿や」に雇われた和菓子職人（自分の和菓子店を持った程の腕の持ち主）
あだ名は「クリキン」。
大藪が生きていることを知ってからは、大変荒れている。大藪との饅頭対決では勝つ自信をもっていたが、勝ちを大藪に譲った。しかし、このことが逆に二葉に感動を与え、最終的に2人は結婚。
- 青木俊：柳下大（D-BOYS） (2)

寿やで働くアルバイト。栗山と同居している。
- 嶋田春雄：武野功雄 (2)

妻と息子がいるにもかかわらず、四麻子にほれ込み、偽装結婚式を挙げた。その後、『しまこ』という名の化粧品を販売する。しかし、実の妻との関係を修復することを考えるようになり、化粧に関するアイディア料として大金を四麻子に渡すように告げた後寿家には顔を見せなくなった。
- 小山修平：菊池均也 (2)

区役所の少子化対策本部・結婚推進課に勤めている。一美に惚れていて、毎日のようにやって来ては自分をアピールしており、マリンになつかれている。マリンのおかげもあって、一美と付き合うことになった。
- 岬のり子：葉山レイコ (2)

深川綜合病院に勤めている。栗山とは以前からの知り合いである。
- 吉田都夢：大和田悠太 (2)

睦の恋人。結婚直前に吉田の浮気で破談になった。
- キャサリン：リル (2)

大藪と一緒に、アフリカ難民キャンプへ。2人の関係は？
- 藤野貢：金剛地武志 (2)

三笑の彼氏。売れないラッパー。
- 夏野太陽：古澤蓮 (2)

保育園でアルバイトをしている。

## 主題歌
- パート1：THE ALFEE「Innocent Love」（2006年10月25日発売 東芝EMI）
- パート2：THE ALFEE 「Lifetime Love」（2008年3月19日発売 EMIミュージック・ジャパン 旧.東芝EMI）
  - パート2の最終回でリベラのSanctusが挿入歌として流れた。

## スタッフ
- 脚本：小林富美
- 音楽：澤口和彦
- 技術指導：梅屋光孝
- 制作協力：THE WORKS
- 製作著作：CBCテレビ

## 備考
- 2006年10月16日の「関口宏の東京フレンドパークII」に、このドラマの宣伝を兼ねて、はしのえみ、大和田伸也、逸見太郎の3人が出演した。
- パート2、ドラマ30枠では「お・ばんざい!」以来3度目になる食品とのタイアップを行うことになった。
番組開始に先駆けて2008年3月1日から、J.フロント リテイリング傘下の百貨店（大丸・松坂屋）の一部店舗に出店している「両口屋是清」で、六姉妹の父・寿 松太郎 製作と言う設定の饅頭を期間限定で発売することになった、詳細は公式サイトの「春彩六華まんじゅう」ページを参照のこと。
- はしのえみは、当ドラマで共演した綱島郷太郎と2009年1月7日に結婚することを発表した。ドラマでは、はしの演ずる二葉の婚約者が綱島で、はしのと綱島は実際に結婚することになった。
- 寿一美役の田中美奈子は『ワンハート〜この空の下で〜』以来のレギュラー出演となった。

## 補足
1. ↑  中部日本放送自体（ラジオと兼営）は1951年9月1日にCBCラジオが開局しているので、敢えて「CBCテレビ」と区別している。（ドラマ30枠を共有している毎日放送テレビ（MBSテレビ）は、ラジオこそ同日に開局したが、テレビは1959年3月1日と、CBCテレビのほうが開局が早い。）